# Kretz
Kretz település Németországban, Rajna-vidék-Pfalz tartományban. Lakosainak száma 723 fő (2023. december 31.).

## Népesség
A település népességének változása:
| Lakosok száma | 563  | 681  | 694  | 713  | 716  | 723  |
|               | 1975 | 2017 | 2019 | 2021 | 2022 | 2023 |